# Arum cylindraceum
Arum cylindraceum es el nombre aceptado para una especie de plantas con flores perteneciente a la familia  Araceae. Es originaria de Europa sudoriental.

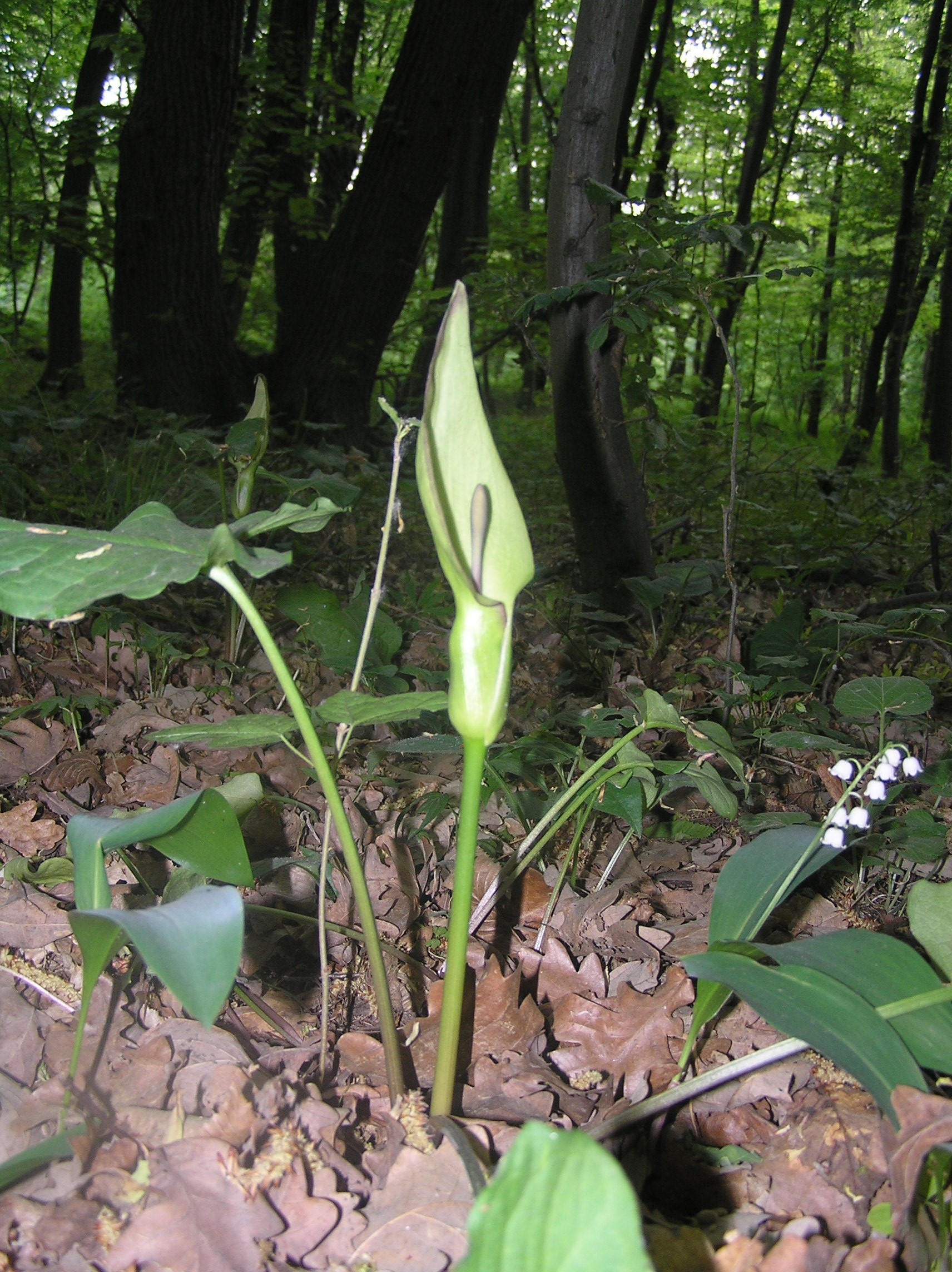
En su hábitat

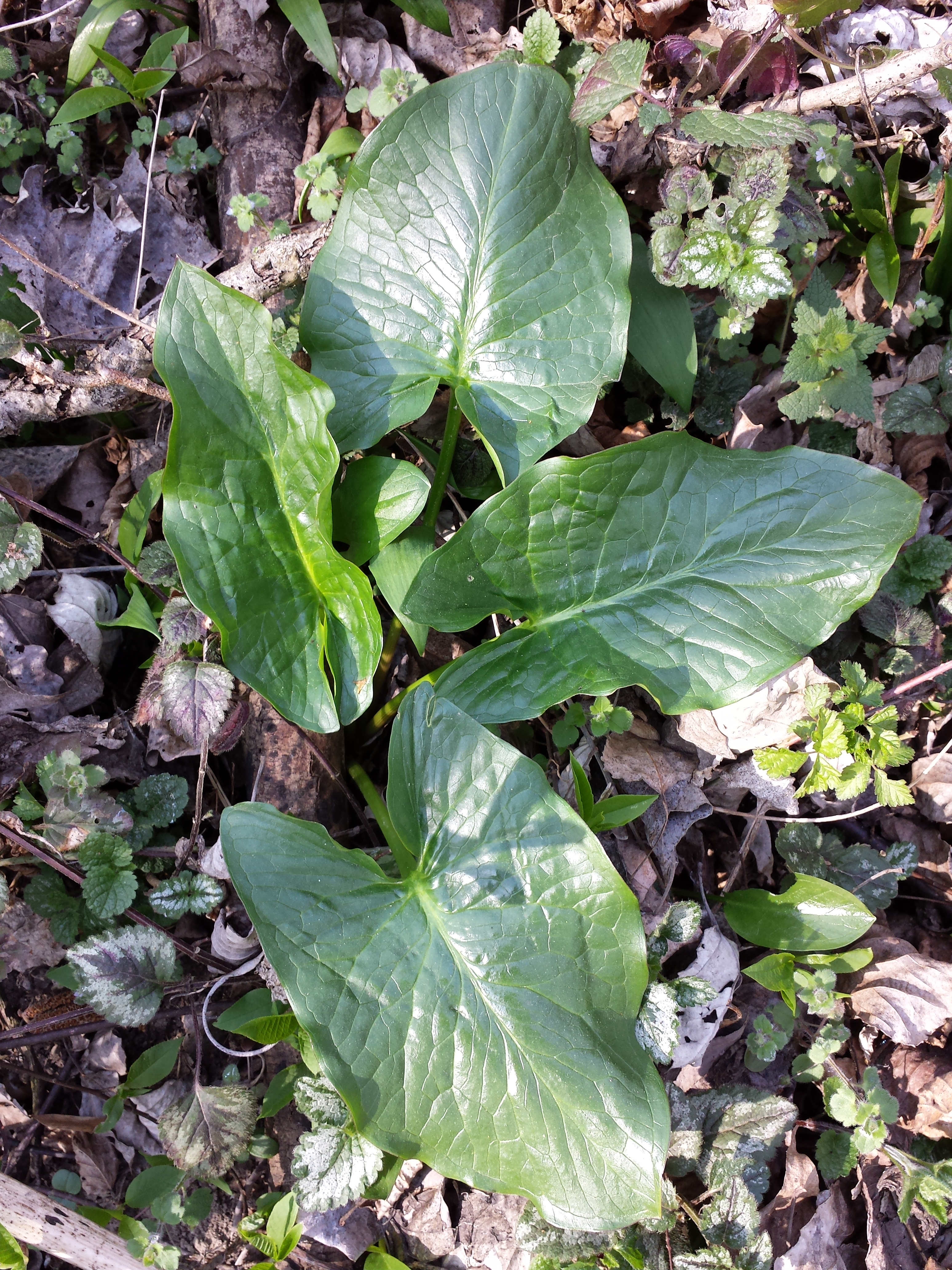
Vista de la planta

## Descripción
Alcanza un tamaño de 15 a 40 centímetros de altura. El tallo es casi tan largo o más largo que los pecíolos. La hoja no está manchada. La espata es de color verde. El período de floración se extiende de abril a mayo. El número de cromosomas es 2n = 28

## Taxonomía
Arum cylindraceum  fue descrita por Guglielmo Gasparrini y publicado en Florae Siculae Prodromus 2(2): 597. 1844.
Etimología
Arum: nombre genérico del griego aron que significa "calor" y se refiere al hecho de que estas plantas cuando están en plena floración emiten calor. (característica particular del género).
cylindraceum: epíteto latino que significa "cilíndrico".
Sinonimia
- Arum italicum'' var. ''cylindraceum (Gasp.) Nyman
- Arum alpinum Schott & Kotschy
- Arum gracile Unverr. ex Bielz
- Arum intermedium Schur ex Schott
- Arum transsilvanicum Cztez
- Arum maculatum'' var. ''alpinum (Schott & Kotschy) Engl.
- Arum maculatum'' var. ''angustatum Engl. in A.L.P.de Candolle & A.C.P.de Candolle
- Arum maculatum'' subsp. ''alpinum (Schott & Kotschy) K.Richt.
- Arum maculatum'' subsp. ''angustatum (Engl.) K.Richt.
- Arum italicum'' var. ''lanceolatum Boiss. & Heldr. ex Engl.
- Arum maculatum'' subvar. ''alpinum (Schott & Kotschy) Engl.
- Arum maculatum'' var. ''attenuatum Engl.
- Arum maculatum'' subvar. ''gracile (Unverr. ex Bielz) Engl.
- Arum maculatum'' subsp. ''danicum Prime
- Arum alpinum'' subsp. ''danicum (Prime) Terpó
- Arum alpinum'' subsp. ''gracile (Unverr. ex Bielz) Terpó
- Arum alpinum'' var. ''intermedium (Schur ex Schott) Terpó
- Arum alpinum'' f. ''javorkae Terpó
- Arum alpinum'' var. ''pannonicum Terpó
- Arum orientale'' subsp. ''alpinum (Schott & Kotschy) Riedl
- Arum orientale'' subsp. ''danicum (Prime) Prime[6]